# Heart's Cry
Heart's Cry (ハーツクライ en japonais) (2001-2023), est un cheval de course japonais, champion sur les pistes et grand étalon. 

## Carrière de courses

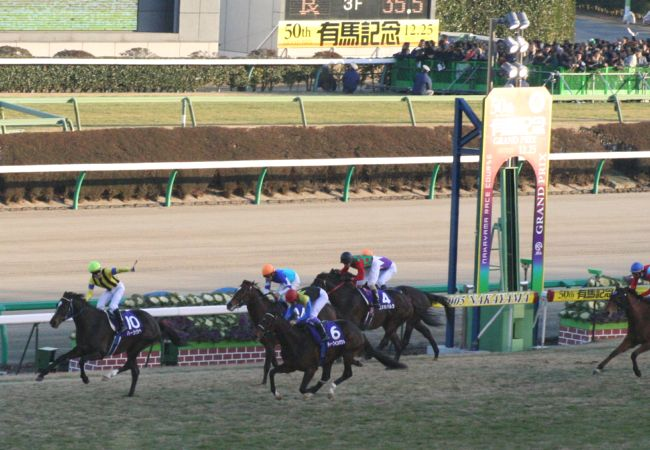
Victoire dans l'Arima Kinen 2005

Élevé par le plus grand haras japonais, Shadai Farm, Heart's Cry commence sa carrière par une victoire à Kyoto, monté par la légende des jockeys japonais, Yutaka Take. Battu ensuite dans un groupe 3, puis lauréat d'une course à conditions, il tente sa chance dans le Satsuki Shō, les 2000 Guinées japonaises, dans lequel il ne peut que faire de la figuration, loin du champion Daiwa Major. Encore un peu vert pour ce genre de tournoi, le poulain montre des progrès en remportant le Kyoto Shimbun Hai en mai, en prélude à une tentative dans le Tokyo Yushun, le grand rendez-vous classique, où il se classe bon deuxième de King Kamehameha. Heart's Cry vient de prouver sa valeur et pourtant la suite de sa saison est maussade. Après la trêve estivale, il échoue dans la troisième manche de la Triple Couronne japonaise, le Kikuka Shō, puis dans les grandes joutes intergénérationnelles, la Japan Cup et l'Arima Kinen, toutes deux apanages de Zenno Rob Roy, futur cheval de l'année.
En 2005, à 4 ans, Heart's Cry alterne le bon et le moins bon tout au long de la saison. Bien battu dans le Tenno Sho (Printemps), il se classe deuxième de Sweep Tosho dans le Takarazuka Kinen. Désormais monté par le Français Christophe Lemaire, il est de nouveau défait dans la version automnale du Tenno Sho, puis réussit une grande performance en terminant à un petit nez de l'Anglais Alkaased dans une édition notable de la Japan Cup, où le record du monde des 2 400 mètres est battu par le duo, qui boucle le parcours en 2'22"10. Mais on peut être un recordhorse du monde et n'avoir plus gagné depuis dix courses : c'est le cas de Heart's Cry lorsqu'il se présente dans l'Arima Kinen en toute fin d'année, cette course dont les partants sont élus par les amateurs de courses à la faveur d'un scrutin. Cette année-là, aucun suspens. Les 160 000 votants ont plébiscité le crack de 3 ans Deep Impact, peut-être le meilleur cheval jamais vu au Japon, invaincu et lauréat de la Triple Couronne. L'épouvantail de la course, écrasé d'argent. Heart's Cry n'est qu'un outsider parmi d'autres, a priori condamné à lutter pour les accessits. Il s'élance à 16/1. Et il gagne. Lui qui n'avait plus franchi le poteau en tête depuis un an et demi restera le seul cheval à avoir battu Deep Impact au Japon.
Après ce coup d'éclat inattendu, Heart's Cry entame une nouvelle campagne en 2006. Il semble avoir repris goût au succès puisqu'il commence l'année par un succès international dans le Dubaï Sheema Classic, où les championnes européennes Ouija Board et Alexander Goldrun doivent s'avouer vaincues. Et pris goût aux voyages aussi, puisqu'on le retrouve au départ des prestigieux King George & Queen Elizabeth Stakes face au lauréat du Prix de l'Arc de Triomphe l'année précédente, Hurricane Run et le globe-trotter Electrocutionist, vainqueur quant à lui de la Dubaï World Cup. Heart's Cry ne peut rien contre eux, termine troisième, et sa tentative n'est pas jugée assez concluante pour tenter sa chance dans l'Arc. Heart's Cry revient donc au pays et ne reparaît que fin novembre, dans la Japan Cup, pour une revanche face à Deep Impact qui n'aura pas vraiment lieu puisqu'il ne peut se montrer dangereux, loin d'un Deep Impact qui ne s'est pas retourné contre son seul tombeur sur le sol japonais. Pas aidé ce jour-là par un problème respiratoire, Heart's Cry se retire dans la foulée, et rentre au haras. 

### Résumé de carrière
| Date         | Hippodrome   | Pays        | Course                            | Statut      | Distance    | Jockey             | Place       | Écart       | Vainqueur ou deuxième |
| 2004, 3 ans  | 2004, 3 ans  | 2004, 3 ans | 2004, 3 ans                       | 2004, 3 ans | 2004, 3 ans | 2004, 3 ans        | 2004, 3 ans | 2004, 3 ans | 2004, 3 ans           |
| ------------ | ------------ | ----------- | --------------------------------- | ----------- | ----------- | ------------------ | ----------- | ----------- | --------------------- |
| 5 janvier    | Kyoto        | Japon       | Inédits                           |             | 2 000 m     | Yutaka Take        | 1er / 10    |             | Miya Taisen           |
| 15 février   | Hanshin      | Japon       | Kisaragi Sho                      | Gr. 3       | 1 800 m     | Hideaki Miyuki     | 3e / 14     | 3 ¾         | Meiner Brook          |
| 20 mars      | Hanshin      | Japon       | Wakaba Stakes                     |             | 2 000 m     | Katsumi Ando       | 1er / 14    |             | Suzuka Mambo          |
| 18 avril     | Nakayama     | Japon       | Satsuki Shō                       | Gr. 1       | 2 000 m     | Katsumi Ando       | 14e / 18    | 9           | Daiwa Major           |
| 8 mai        | Kyoto        | Japon       | Kyoto Shimbun Hai                 | Gr. 2       | 2 200 m     | Katsumi Ando       | 1er / 11    | 1/2         | Suzuka Mambo          |
| 30 mai       | Tokyo        | Japon       | Tokyo Yushun                      | Gr. 1       | 2 400 m     | Norihiro Yokoyama  | 2e / 18     | 1 ½         | King Kamehameha       |
| 26 septembre | Hanshin      | Japon       | Kobe Shimbun Hai                  | Gr. 2       | 2 000 m     | Yutaka Take        | 3e / 8      | 2 ½         | King Kamehameha       |
| 24 octobre   | Kyoto        | Japon       | Kikuka Shō                        | Gr. 1       | 3 000 m     | Yutaka Take        | 7e / 18     | 2 ¾         | Delta Blues           |
| 28 novembre  | Tokyo        | Japon       | Japan Cup                         | Gr. 1       | 2 400 m     | Yutaka Take        | 10e / 16    | 9 ¼         | Zenno Rob Roy         |
| 26 décembre  | Nakayama     | Japon       | Arima Kinen                       | Gr. 1       | 2 500 m     | Norihiro Yokoyama  | 9e / 15     | 6 ½         | Zenno Rob Roy         |
| 2005, 4 ans  |              |             |                                   |             |             |                    |             |             |                       |
| 3 avril      | Hanshin      | Japon       | Sankei Osaka Hai                  | Gr. 2       | 2 000 m     | Norihiro Yokoyama  | 2e / 9      | 1 ¼         | Sunrise Pegasus       |
| 1er mai      | Kyoto        | Japon       | Tenno Sho (Printemps)             | Gr. 1       | 3 200 m     | Norihiro Yokoyama  | 5e / 18     | 4           | Suzuka Mambo          |
| 26 juin      | Kyoto        | Japon       | Takarazuka Kinen                  | Gr. 1       | 2 200 m     | Norihiro Yokoyama  | 2e / 15     | 1/2         | Sweep Tosho           |
| 30 octobre   | Tokyo        | Japon       | Tenno Sho (Automne)               | Gr. 1       | 2 000 m     | Christophe Lemaire | 6e / 18     | 2 ¼         | Heavenly Romance      |
| 27 novembre  | Tokyo        | Japon       | Japan Cup                         | Gr. 1       | 2 400 m     | Christophe Lemaire | 2e / 18     | nez         | Alkaased              |
| 25 décembre  | Nakayama     | Japon       | Arima Kinen                       | Gr. 1       | 2 500 m     | Christophe Lemaire | 1er / 16    | 1/2         | Deep Impact           |
| 2006, 4 ans  |              |             |                                   |             |             |                    |             |             |                       |
| 25 mars      | Nad Al Sheba | Dubaï       | Dubaï Sheema Classic              | Gr. 1       | 2 400 m     | Christophe Lemaire | 1er / 14    | 4 ¼         | Collier Hill          |
| 29 juillet   | Ascot        | Royaume-Uni | King George & Queen Elizabeth St. | Gr. 1       | 2 400 m     | Christophe Lemaire | 3e / 6      | 1           | Hurricane Run         |
| 26 novembre  | Tokyo        | Japon       | Japan Cup                         | Gr. 1       | 2 400 m     | Christophe Lemaire | 10e / 11    | 16          | Deep Impact           |

## Au haras
Stationné à Shadai Farm, Heart's Cry est vite devenu l'un des fers de lance de l'élevage japonais, donnant 44 vainqueurs de groupe dans un pays où ce type de label n'est pas distribué à foison. Parmi ses meilleurs produits, on peut citer : 
- Just A Way : Tenno Sho (automne), Dubai Duty Free, Yasuda Kinen, meilleur cheval du monde en 2014 selon les ratings FIAH.
- Lys Gracieux : Queen Elizabeth II Cup, Takarazuka Kinen, Cox Plate, Arima Kinen. Cheval de l'année au Japon (2019)
- Do Deuce : Asahi Hai Futurity Stakes, Tokyo Yushun, Arima Kinen, Tenno Sho (automne), Japan Cup. Cheval de l'année au Japon (2024)
- Suave Richard : Osaka Hai, Japan Cup
- Yoshida : Turf Classic Stakes, Woodward Stakes
- Cheval Grand : Japan Cup
- One and Only : Tokyo Yushun
- Continuous : St Leger Stakes

Comme père de mère, il revendique également le champion Efforia, cheval de l'année au Japon en 2021.
Retiré de la monte en 2021, il meurt deux ans plus tard dans son haras.  

## Origines
Heart's Cry est l'un des meilleurs continuateurs de l'incontournable Sunday Silence, l'étalon qui a bouleversé l'élevage au Japon. 
Sa mère, Irish Dance, était douée puisqu'elle s'est imposée deux fois au niveau groupe 3, dans le Niigata Daishoten et le Niigata Kinen, et a donné deux autres vainqueurs de niveau intermédiaire avec Sunday Silence. La deuxième mère, Buper Dance, a été importée au Japon en 1988. Il s'agit d'une sœur du fameux Snaafi Dancer, qui avait défrayé la chronique en 1982 lorsque, en pleine fièvre du marché des yearlings, il avait fait grimper les enchères au-delà des 10 millions de dollars (un record du monde à l'époque, et plus du double du précédent record), avant de s'avérer incapable de mettre un sabot devant l'autre. Une autre sœur de Buper Dance, My Juliet, avançait vite quant à elle et avait été sacrée championne des sprinters américains en 1976. 

### Pedigree
| Origines de Heart's Cry (JPN), mâle bai né en 2001 | Origines de Heart's Cry (JPN), mâle bai né en 2001 | Origines de Heart's Cry (JPN), mâle bai né en 2001 | Origines de Heart's Cry (JPN), mâle bai né en 2001 |
| -------------------------------------------------- | -------------------------------------------------- | -------------------------------------------------- | -------------------------------------------------- |
| Père Sunday Silence                                | Halo                                               | Hail to Reason                                     | Turn-to                                            |
| Père Sunday Silence                                | Halo                                               | Hail to Reason                                     | Nothirdchance                                      |
| Père Sunday Silence                                | Halo                                               | Cosmah                                             | Cosmic Bomb                                        |
| Père Sunday Silence                                | Halo                                               | Cosmah                                             | Almahmoud                                          |
| Père Sunday Silence                                | Wishing Well                                       | Understanding                                      | Promised Land                                      |
| Père Sunday Silence                                | Wishing Well                                       | Understanding                                      | Pretty Ways                                        |
| Père Sunday Silence                                | Wishing Well                                       | Mountain Flower                                    | Montparnasse                                       |
| Père Sunday Silence                                | Wishing Well                                       | Mountain Flower                                    | Edel Weiss                                         |
| Mère Irish Dance                                   | Tony Bin                                           | Kampala                                            | Kalamoun                                           |
| Mère Irish Dance                                   | Tony Bin                                           | Kampala                                            | State Pension                                      |
| Mère Irish Dance                                   | Tony Bin                                           | Severn Bridge                                      | Hornbeam                                           |
| Mère Irish Dance                                   | Tony Bin                                           | Severn Bridge                                      | Priddy Fair                                        |
| Mère Irish Dance                                   | Buper Dance                                        | Lyphard                                            | Northern Dancer                                    |
| Mère Irish Dance                                   | Buper Dance                                        | Lyphard                                            | Goofed                                             |
| Mère Irish Dance                                   | Buper Dance                                        | My Bupers                                          | Bupers                                             |
| Mère Irish Dance                                   | Buper Dance                                        | My Bupers                                          | Princess Revoked (Famille 6-a)                     |